# Gaspard de Coligny
Gaspard II. de Coligny (Chatillon sur Loing, 16. veljače 1519. – Pariz, 24. kolovoza 1572.), francuski admiral.

## Životopis
Bio je sin grofa Gasparda I. de Colignyja, francuskog maršala, i njegove žene Louise de Montmorency.
Od 1543. ratovao je u Flandriji i Italiji. Kao admiral Francuske organizirao je nekoliko ekspedicija na Floridu i u Brazil, koje su osujetili Španjolci. Nakon uzaludne obrane St. Quentina u Flandriji 1557. pao je u španjolsko zarobljeništvo, gdje se upoznao s idejama Calvina i postao privrženik njegova učenja. Nakon smrti Henrika II. istaknuo se kao jedan od vođa protestantskih pokreta u Francuskoj. Zajedno s Condeom angažirao se u građanskom ratu, a nakon Condeove smrti igrao je vodeću ulogu u hugenotskim ratovima. Kad je 1570. u Saint-Germainu potpisan mir, povoljan za hugenote, stekao je veliki utjecaj na mladog kralja Karla IX. Namjeravao je Francusku uvesti u savez protestantskih sila uperen protiv Španjolske i tako pomoći ustanak Nizozemske. Njegov ugled na dvoru pobudio je nezadovoljstvo kraljeve majke Katarine de Medici. Ona je potaknula atentat na Colignyja, a kada on nije uspio, odlučila je definitivno raščistiti s hugenotima. U pokolju Bartolomejske noći Coligny je ubijen, a njegovi spisi su spaljeni po želji Katarine de Medici.

## Vanjske poveznice
|  | Zajednički poslužitelj ima još gradiva o temi Gaspard de Coligny |